# Anosy Tsararafa
Anosy Tsarafa is een plaats en commune in Madagaskar, behorend tot het district Farafangana. Tijdens de laatste volkstelling (2001) telde de plaats 19.817 inwoners. 
In deze plaats bevinden zich zowel lager als middelbaar onderwijs. 94,5% van de inwoners werkt in de landbouw, 4% werkt in de veeteelt.  De belangrijkste landbouwproducten zijn rijst en lychee; andere belangrijke producten zijn cassave en koffie. In de dienstensector werkt 0,5% van de inwoners. 1% werkt in de visserij.